# Grupo de Takuan

O grupo de Takuan é um grupo vulcânico situado ao sul da ilha Bougainville na Papua-Nova Guiné. Ele comporta três Estravulcões próximos, sendo o maior deles o Monte Kauan (2 210 m).
- Este artigo foi inicialmente traduzido, total ou parcialmente, do artigo da Wikipédia em inglês cujo título é «Takuan Group».